# Șeragul
Șeragul (în rusă Шерагул) este un sat din raionul Tulun, Regiunea Irkutsk, Rusia. Este inclus în formațiunea municipală Șeragul. Șeragul este situat la aproximativ 25 km la sud-est de centrul regional Irkurtsk. În 2010 în acest sat locuiau 1227 persoane (591 bărbați și 636 femei). 
În zilele de 3 și 4 februarie 1920 localitatea a fost teatru de război în cadrul Luptei de la Șeragul și Kuitun, dintre Legiunea Română din Siberia și efective ale Armatei Roșii.